# Puttu Codinu

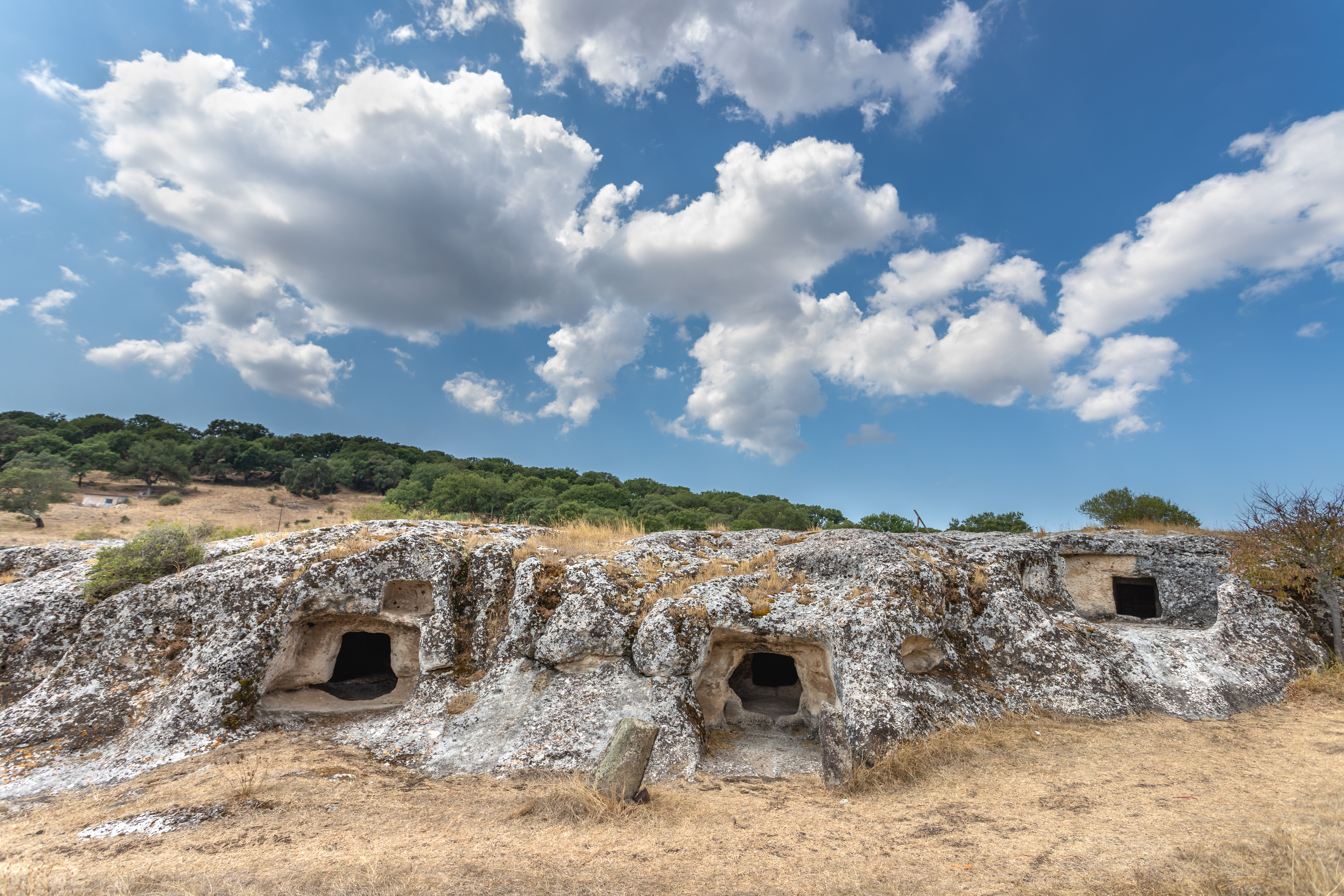
Puttu Codinu

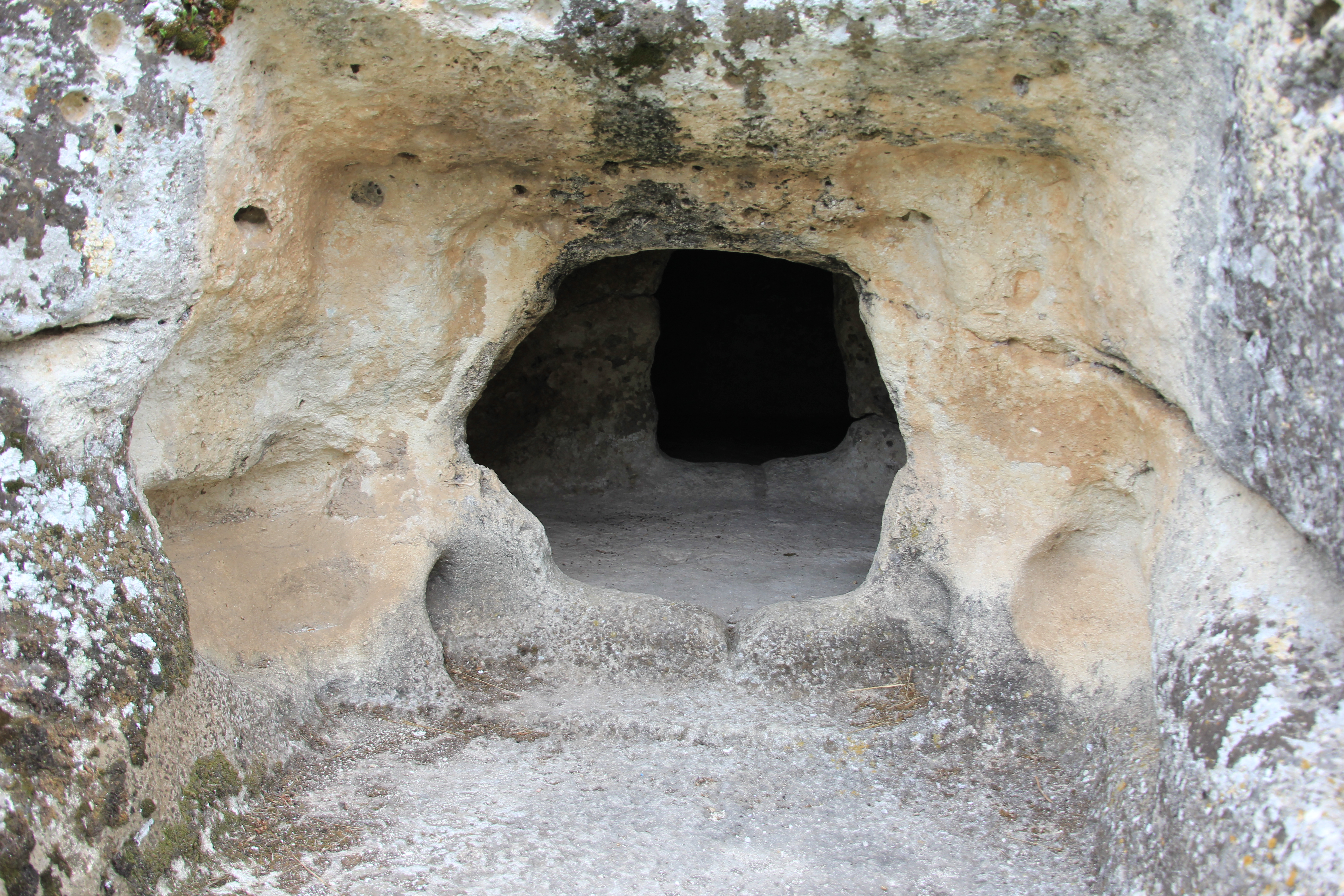
Blick in Vorkammer und Kammereingang

Die Nekropole von Puttu Codinu (auch Pottu Cudino) wurde zwischen 3500 und 2700 v. Chr.  in der späten Jungsteinzeit von den Angehörigen der Ozieri-Kultur genutzt. Sie liegt in der Metropolitanstadt Sassari auf Sardinien, etwa sechs Kilometer östlich von Villanova Monteleone. Erste Aufzeichnungen über die Domus de Janas (Häuser der Feen) von Puttu Codinu stammen aus dem Jahre 1903. Sie wurden im Kontext mit den Ausgrabungen, die 1987 und 1988 stattfanden, überprüft.
Die in eine niedrige Absatzkante einer Kalksteinterrasse eingearbeitete Totenstadt besteht aus neun Domoi. Einige sind T-förmig um eine Kernstruktur angeordnet. Daneben gibt es unregelmäßige und asymmetrische Grundrisse. Die einzelnen Zellen sind vornehmlich kubisch, mit gerundeten Ecken und gebauchten Seitenwänden. Es gibt auch elliptische Zellen sowie sattelförmig geneigte Decken. Typisch für Puttu Codinu ist, dass nahezu alle Kammern, auch die axial hintereinandergelegen mittels Schwellen aus stehengelassenem Material abgetrennt sind.
- Im in linearer Kammerfolge angelegten Domus 1, dessen Decke vor langer Zeit zusammenbrach, wurden neben untypischen Vasenfragmenten, glockenförmige mit Rhomben verzierte Ware gefunden. Die mittlere der drei Kammern ist die größte.
- Im Zugang der architektonisch diffusen Gruft II (Vorkammer und sechs Ausbuchtungen) und der geometrischen Gruft III mit 3 Kammern und 2 Seitenkammern, gibt es kleine Rinnen, die das Regenwasser ableiteten.
- Gruft IV ist die kleinste und hat nur eine diffuse Kammer mit einer ebensolchen Seitenkammer.
- Gruft V ist wie Gruft I linear angelegt aber kleiner; mit zwei Kammern. Die hintere Kamme ist die größte.
- Gruft VI hat als Ergebnis der Fusion zweier benachbarter Domoi zwei Zugänge und insgesamt 7 Haupt- und Seitenkammern. In diesem Felsengrab wurde eine punische Bronzemünze gefunden, die aus den Jahren 241–238 v. Chr. stammt.
- Zwei kleine Menhire und ein glatter Stein aus rotem Trachyt markieren den Zugang zu Domus VII mit zwei Kammern und einer Seitenkammer. Möglicherweise wurden die Steine einst dazu benutzt die Zugänge zu den Domoi VIII und IX zu verschließen. In ihnen wurden die meisten Funde gemacht, darunter menschliche Langknochen und Schädelfragmente.
- In Gruft VIII, mit 6 Kammern, dem geometrisch perfektesten Komplex ist eine schräge Balkendecke nachgebildet und eine mit einem Stiergehörn gekrönte Scheintür in die Mauer der Hauptkammer graviert worden. Unter den in der Nekropole gemachten Funden ragt die „Dea Madre“ (Muttergottheit), eine 18 cm hohe aus Kalkstein geschnitzte weibliche Figur heraus, die die Fruchtbarkeitsgottheit darstellt.
- In Gruft IX mit 5 Kammern bzw. schräg angesetzten Nebenkammern sind auf der Mauer zwei kleine vermutlich magisch-rituelle Schälchen eingraviert. Sie stellen entweder die Brüste der Göttin oder die Augen der „Dea Onniveggente“ (allwissende Göttin) dar.